# Jay-R Siaboc
Eduardo Siaboc Jr. (21 de enero de 1987, Cebú), conocido artísticamente como Jay-R Siaboc, es un actor y cantante filipino. Comenzó su carrera como estudiante en la academia de talentos Pinoy Dream Academy, donde se destacó como primer finalista junto a la ganadora Yeng Constantino.

Siendo el más joven de cinco hermanos, Siaboc creció enfrentando dificultades económicas, lo que lo llevó a abandonar la escuela para ayudar a sus padres. Durante un tiempo vivió en Manila con su tío, quien lo introdujo en la escena musical. Sin embargo, por su corta edad, no pudo trabajar formalmente en una banda y, finalmente, regresó a su ciudad natal. Allí, continuó persiguiendo su sueño de ser cantante, convirtiéndose en el vocalista de la banda Huevos Revueltos.
Su debut televisivo llegó con su primer tema musical, lo que le abrió las puertas a la actuación. Interpretó a Jeffrey en la miniserie Pangarap na Bituin y, más tarde, formó parte de la serie televisiva Palos, donde dio vida al agente Enzo, compartiendo escena con el actor Jake Cuenca.

## Filmografía

### Televisión
- 2008 Palos Palos Enzo
- 2008 Patayin sa Sindak si Barbara Patayin sa Sindak si Bárbara Dale.
- 2007 Pangarap na Bituin Pangarap na Bituin Jeffrey Tuazon, Jeffrey Tuazon.
- 2007 Your Song: Minsan Lang Su canción: Minsan Lang Angelo.
- 2007 Your Song: Cool Off Su canción: Cool Desactivado Allen.
- 2007 presente ASAP ASAP Himself A sí mismo.
- 2006 Pinoy Dream Academy Pinoy Dream Academy Scholar, Académico.